# Orbaiszék

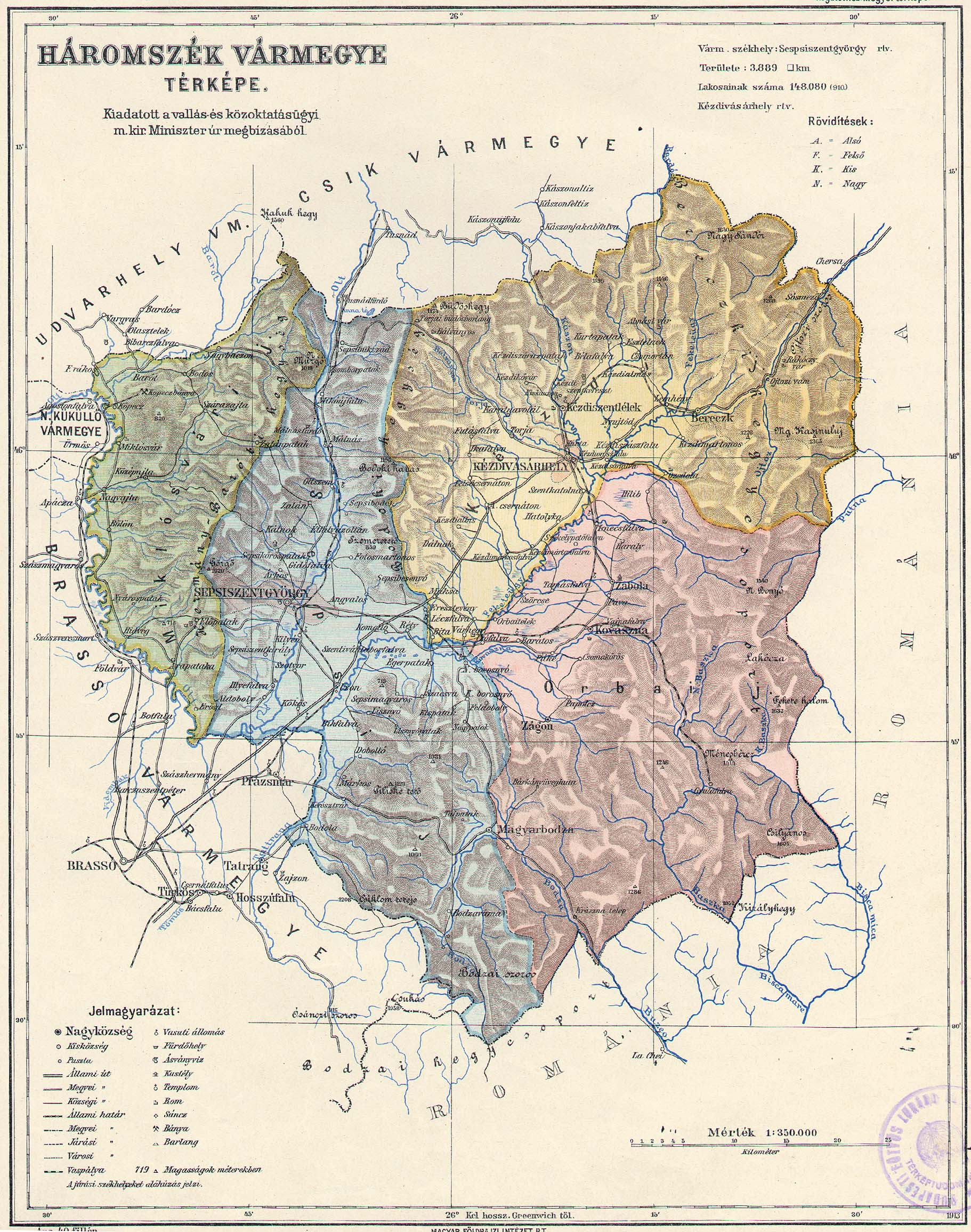
Háromszék vármegye közigazgatási térképe 1910-ből

Orbaiszék egyike a székely székeknek, a XVI. század végétől Háromszék alegységeként szerepel, de hivatalos közigazgatási megnevezése csak az 1870-es években tűnik el. 1876-tól Háromszék vármegye Orbai járása Kovászna központtal. Orbaiszék összetett fogalom, amely alatt elsősorban történelmi régiót, néprajzi kistájat értünk, de a Háromszék egészéhez képest mai napig is sajátos kultúrával rendelkező térséget alkot.

## Fekvése
Orbaiszék a Feketeügy keleti oldalán húzódik, földrajzi sajátosságai szerint falvai két csoportra oszthatók: mezőföldi és hegyalatti falvak.

## Nevének eredete
A hagyomány szerint Orbaiszék neve ily nevű székely őstől eredett, kinek ivadéka lehetett az Orbai-család, melyből több jeles ember származott, nevezetesen Orbai Miklós, János Zsigmond főstrázsamestere.
Benkő József, Orbaiszék nevét Orv-tól eredezteti, mivel - mint mondja - sok orv vagy tolvaj tartózkodott régen ott, kik a szomszéd tartományokból csaptak be.

## Története
A szék (sedes) a vármegyeszervezettől független területi, bíráskodási, közigazgatási és katonai egység, amelyre az önkormányzatiság szintjére eljutott privilegizált népelemek (a székelyeken kívül például az erdélyi szászok vagy a kunok és jászok) rendelkeztek. Eredetének nincs még minden részlete tisztázva, annyi azonban valószínűnek tűnik, hogy az elnevezés a bírói székkel illetve a szabad bíróválasztással áll összefüggésben. Székelyföldön hét ilyen egység alakult ki: Telegdi- (Udvarhely-), Maros-, Csík-, Kézdi-, Orbai-, Sepsi- és a földrajzilag különálló Aranyosszék.
A 17. század elejére Sepsi-, Kézdi- és Orbaiszék egyelőre nem túl erős egységét már Háromszéknek nevezték. Egységüket leginkább főtisztségviselőik azonossága jelentette ez idő tájt. A három egyenrangú szék mindegyike önálló törvényszéket tartott, élükön a közös főkirálybíró állt, aki egyúttal Várhegy várának ( a mai Székelybánja vár) a kapitánya is volt. Az egyes székeknek külön alkirálybírójuk volt, viszont mindhárom élén egy közös főkapitány és alkapitány állt.

## Települései
- Csomakőrös
- Czofalva
- Gelencze
- Haraly
- Hilib
- Imecsfalva
- Komandó (1925-től önállósult)
- Kovászna
- Orbaitelek
- Páké
- Papolcz
- Páva
- Székelypetőfalva
- Székelytamásfalva
- Szörcse
- Zabola
- Zágon

## Népi kultúrája

### Népi viseletek Orbaiszéken
Az ún. kivetkőzés (népiesen: kiöltözés), vagyis a korabeli városi öltözködéshez való igazodás Székelyföldön a 19. század végén indult meg. Háromszék e tekintetben élen járt a székelyföldi régiók között, s a viseletkultúrában bekövetkezett radikális változásokat meglehetős kritikával szemlélte a közvélemény. A merev rendi szokások szerint öltözködő társadalom nézeteiről, az általános elszegényedésről és a népviselet elhagyásának vélt okairól 1886-ban írt egy nevét fel nem fedő újságíró:
|  | „Nem elég jól áll neki most azon egyszerű, de csinos daróc harisnya, melyben apái vagyont szereztek, hanem felcifráztatja vörös, kék, szürke stb. színű zsinórokkal, hogy midőn viselésre kerül, legyen mit ledöfnie magáról a kapa és a kasza nyelével. Nem elég csinos neki az egyszerű de annál tartósabb zeke vagy zekeposztó ujjas, mely az idő viszontagságai ellen testét megvédte, hanem igyekszik azt felcserélni a boltból drága pénzen megvett, hetekig tartó rongy szövetekkel.” |
|  | – Székely Nép (1906-1944) |

Imreh István kutatásaiból ismeretes, hogy az öltözködés szigorú rendi szabályai a 20. század elején is megmaradtak, de  ugyanekkor a székely viseletek funkcióváltásának is tanúi lehetünk; a székely viselet kiállítási tárggyá, mutogatnivalóvá, a területi identitás jeleiként művészi ruhákká váltak. Az 1920-as években elindult szőttesmozgalomba becsatlakozott szövőfonó asszonyok fokozottan törekedtek arra, hogy ruházatuk elkülöníthető legyen a szomszédos falvakétól. A viseletek ilyetén tagolása fokozatosan jelentősebbé vált az Ezer székely leány-mozgalom megindulásával. A standardizált, „klasszikus" székely ruha az 1970-es években intézményesült hagyományőrző szervezetek és tánccsoportok tevékenysége mentén jött létre.
A népi ruházatoknak a 18-19. században erős rangjelző szerepe is volt. Az egyes szabásmódok, használt anyagok, színek és formák jelentései azonban tájegységenként, akár faluról falura is eltérhettek egymástól. Az Orbaiszék, Kézdiszék és Sepsiszék határain fekvő mezőföldi falvak távolabb estek az elzárt hegyvidékektől, ezért a kulturális nyitottságra földrajzilag is determináltabbak voltak.

Háromszéken a férfiviselet alakulására nagy hatással voltak a határőr katonaság felállításával járó szabályozások, Nagy Jenő szerint a székely harisnya is ekkor nyerte el mai formáját.

Orbaiszéki viseletek Haáz Sándor illusztrációin
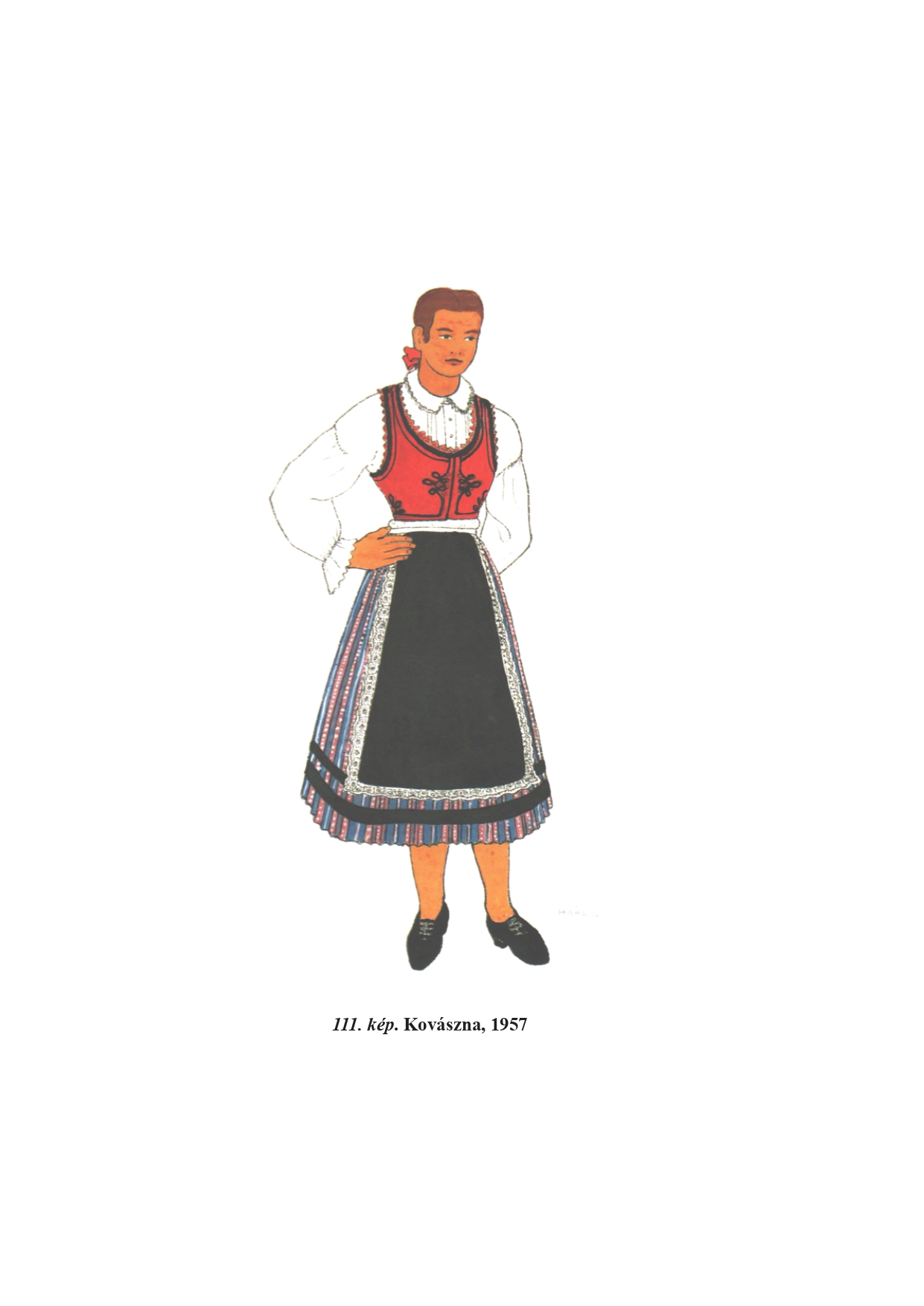
Kovásznai női viselet
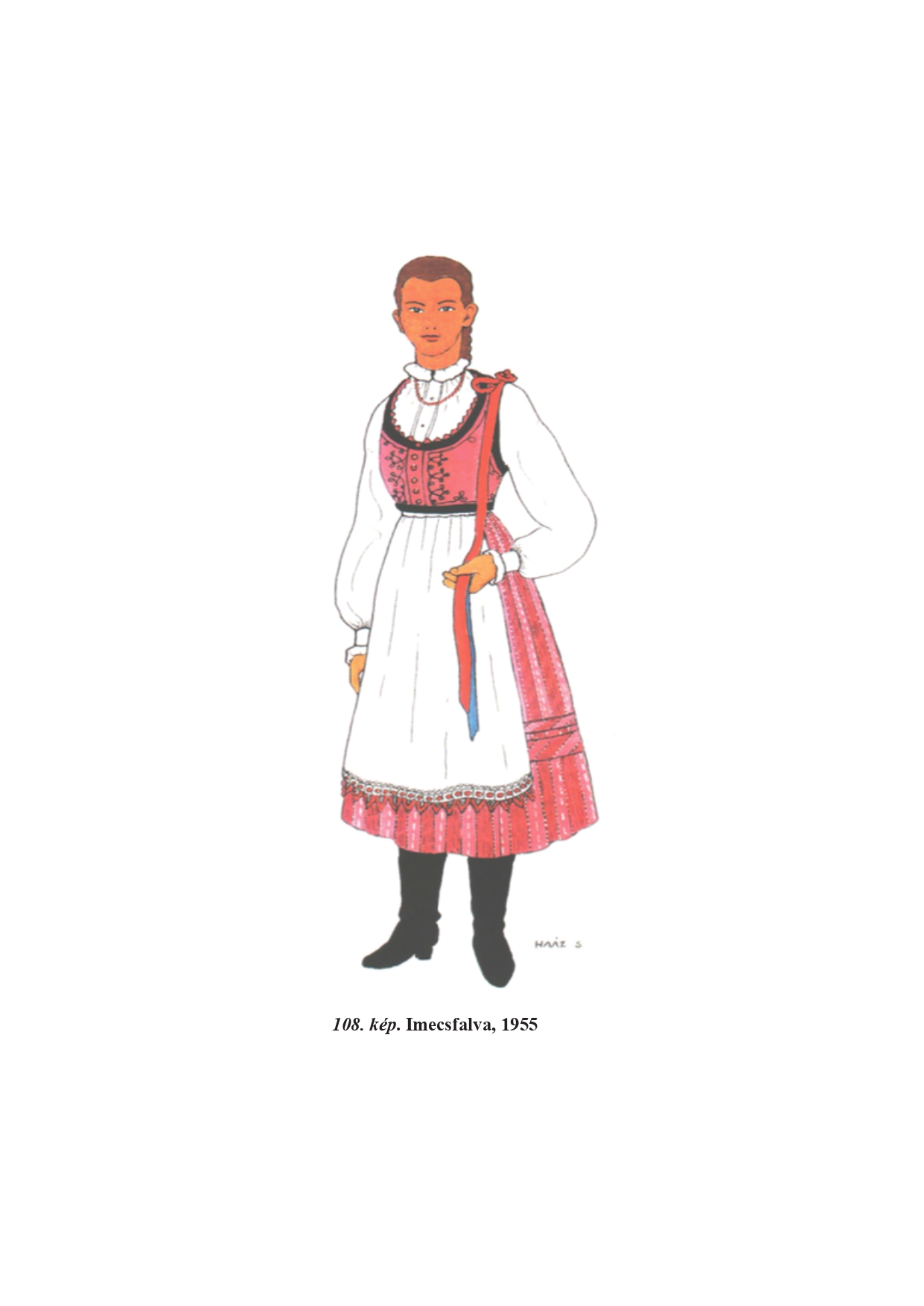
Imecsfalvi női viselet
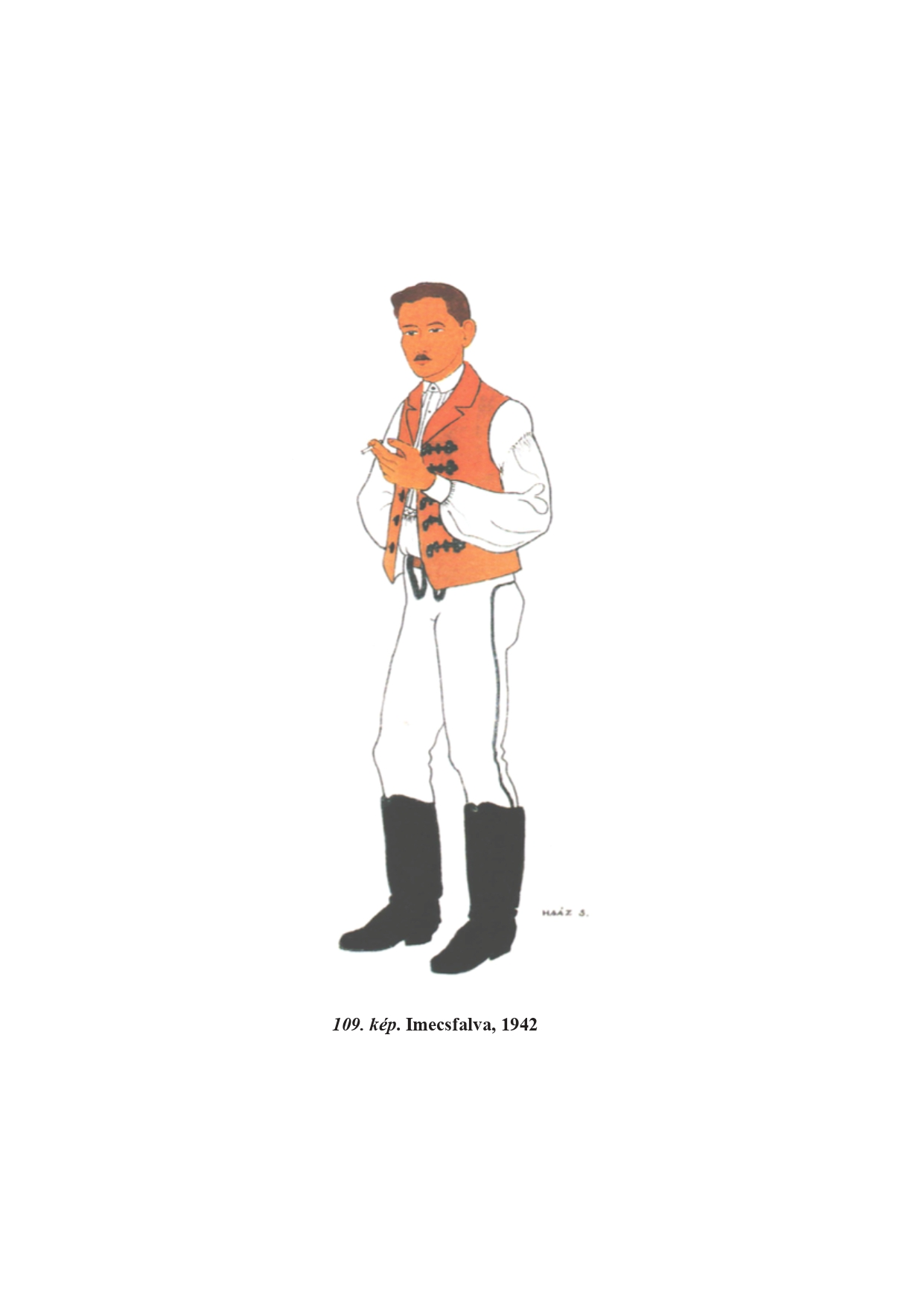
Imecsfalvi férfi viselet
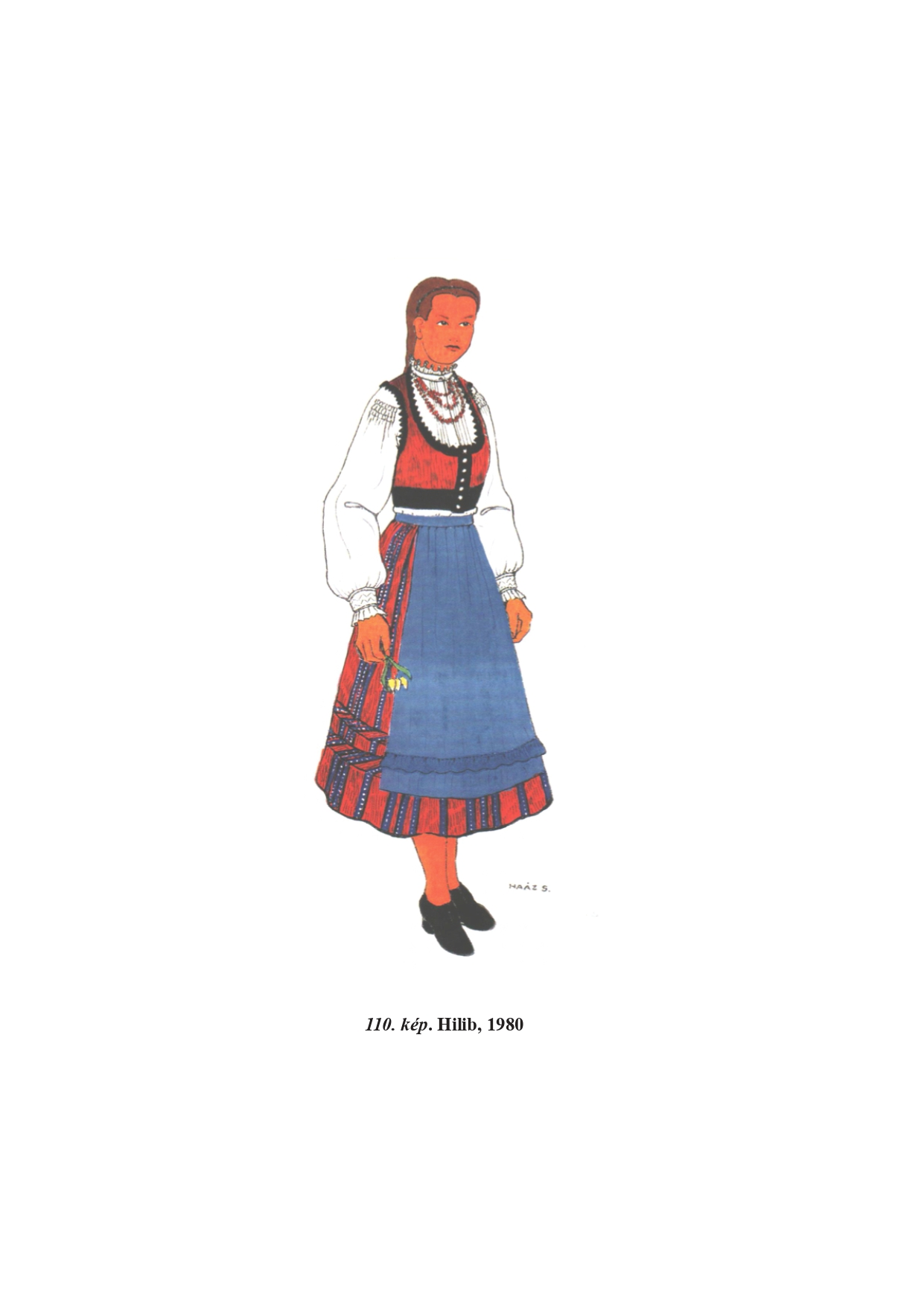
Hilibi női viselet

### Népköltészet
A magyar népköltészetben a szájról szájra terjedő népballadák gyakran tájegységenként változatos formában, de fellelhetők. A balladagyűjtés a 19. században kezdődött, s erdélyi vonatkozásban Erdélyi János és Kriza János voltak az úttörői. Erdélyi gyűjtéseiben szembetűnő a székelyföldi anyag hiánya, Krizánál pedig a Háromszékről származó balladák alacsony száma kelt hiányérzetet. A háromszéki balladagyűjtés szükségessége mellett Székely Ádám, utóbb Maros-Torda vármegye levéltárosa szólal fel, mondván: „ezen székben a székelyek a leglovagiasabbak, mert nem csak katonák, hanem a lehetőségig míveltek s derék mezei gazdák”.
Az új helyi balladák sajátosságának jelentőségét szintén Székely Ádám hangsúlyozza, amikor azok keletkezéséről és terjedéséről tudósít:
Történjen ott csak egy véletlen halál vagy szerencsétlenség, szerelem vagy megcsalatás s efféle, már másnap legény, leány faluban, erdőn, mezőn, kutaknál a tegnapi esetet sajátságos hanglejtéssel dalolják.
A háromszéki balladagyűjtéshez ugyan a 20. század elején Benedek Elek mellett mások is hozzájárultak, átfogó Háromszéki gyűjtést az 1930-es évektől Konsza Samu végzett. Konsza a Székely Mikó Kollégium tanáraként diákjait is igyekezett beszervezni a gyűjtésbe, s e mozgalomhoz csatlakozott később Faragó József, Albert Ernő és mások.
|     | A népballada címe                    | Gyűjtés helye | Típus                         | Közlő neve      | Gyűjtő neve                 | Gyűjtés ideje | Sorszám |
| --- | ------------------------------------ | ------------- | ----------------------------- | --------------- | --------------------------- | ------------- | ------- |
| 1.  | Jó estét, barna lány                 | Páva          | A megesett leány              | Bölöni Vilma    | Sütő Margit                 | 1957          | 29.     |
| 2.  | Fekete városnak fehér tornya látszik | Páva          | A kedvese után haló legény    | Szőcs Borbála   | Sütő Margit                 | 1957          | 36.     |
| 3.  | Tollas Erzsi                         | Páva          | A halálra táncoltatott leány  | Teleki Borbála  | Sütő Margit                 | 1959          | 43.     |
| 4.  | Jó estét, jó estét                   | Papolc        | A halálra táncoltatott leány  | Igyártó Irma    | Krausz Ildikó               | 1968          | 47.     |
| 5.  | Fehér László                         | Hilib         | A halálraítélt húga           | Hajdú János     | Szabó Margit                | 1971          | 68.     |
| 6.  | Erdő, erdő, de magas vagy            | Papolc        | A rab                         | Kocsis Erzsébet | Krausz Ildikó               | 1969          | 89.     |
| 7.  | Harangoznak délre                    | Páva          | Rózsa Sándor                  | Császár János   | Sütő Margit                 | 1959          | 108.    |
| 8.  | Nem messze van ide kis Hargita       | Páva          | Fábián Pista                  | Császár János   | Sütő Margit                 | 1959          | 123.    |
| 9.  | Rózsa Sándor                         | Gelence       | Rózsa Sándor                  | Márkos Béla     | Albert Ernő                 | 1971          | 128.    |
| 10. | Rózsa Sándor                         | Páva          | Rózsa Sándor                  | Császár János   | Sütő Margit                 | 1959          | 130.    |
| 11. | Rózsa Sándor az erdőben              | Páva          | Rózsa Sándor                  | Rózsa Sándor    | Sütő Margit, Sütő Jenő      | 1968          | 141.    |
| 12. | Madéfalva gyászban van               | Páva          | Kacsaj Pista                  | Csekme Emma     | Péli Mihály                 | 1969          | 149.    |
| 13. | Hajnallik, hajnallik                 | Hilib         | A megszólaló halott           | Vajda Ferenc    | Szabó Margit                | 1971          | 168.    |
| 14. | Megöltek egy legényt                 | Gelence       | A megszólaló halott           | Fehér József    | Albert Ernő                 | 1971          | 175.    |
| 15. | Amott messzi a nagy domboldalon      | Gelence       | Leégett a cserény             | Papp Ferenc     | Veress Irma                 | 1971          | 177.    |
| 16. | Túl a vízen, a szendei pusztában     | Hilib         | A bárókisasszony              | Lukács Zoltán   | Szabó Margit                | 1971          | 196.    |
| 17. | Szépen legel a báróné gulyája        | Páva          | A kisasszony                  | Rózsa Sándor    | Sütő Margit                 | 1959          | 204.    |
| 18. | Szépen legel a báróné gulyája        | Zabola        | A kisasszony                  | Szakács Mária   | Sütő Margit, Sidó Lenke     | 1971          | 209.    |
| 19. | Pálfi István                         | Gelence       | A meggyilkolt vetélytárs      | Márkos Béla     | Albert Ernő                 | 1971          | 210.    |
| 20. | Szőcs Mári                           | Hilib         | A meggyilkolt szerető         | Lukács Rozália  | Szabó Margit                | 1971          | 214.    |
| 21. | Szabó Gyula                          | Zágon         | A meggyilkolt szerető         | Molnár Károlyné | Kozma Lídia                 | 1969          | 218.    |
| 22. | Szabó Gyula                          | Zabola        | Az egymásért haló szerelmesek | Dózsa Ilona     | Prázsmári Sándor            | 1956          | 221.    |
| 23. | Barna Jancsi                         | Komandó       | Az anyagyilkos fiú            | Benedek Zoltán  | Dankó Magdolna              | 1969          | 227.    |
| 24. | Barna Jancsi                         | Páva          | Az anyagyilkos fiú            | Teleki Borbála  | Sütő Margit                 | 1959          | 318.    |
| 25. | Tódor Eszti                          | Zágon         | A szülőgyilkos leány          | Ráduly Árpádné  | Kozma Lídia                 | 1969          | 239.    |
| 26. | Szabó Vilma                          | Páva          | A gyermekgyilkos anya         | Bölöni VIlma    | Sütő Margit                 | 1957          | 245.    |
| 27. | Pákainé                              | Gelence       | Pápainé                       | Márkos Béla     | Albert Ernő                 | 1971          | 253.    |
| 28. | A kocsmáros                          | Papolc        | Pápainé                       | Kocsis Erzsébet | Krausz Ildikó               | 1969          | 255.    |
| 29. | Erős Vilmos                          | Zágon         | Kórházban                     | Ráduly Árpádné  | Kozma Lídia                 | 1969          | 265.    |
| 30. | Pál Lajoska                          | Hilib         | A cséplőgépbe esett legény    | Szabó István    | Szabó Margit                | 1971          | 284.    |
| 31. | Butyka Imre                          | Páva          | A meggyilkolt csendőr         | Csekme Emma     | Péli Mihály                 | 1969          | 304.    |
| 32. | Butyka Imre                          | Páva          | A meggyilkolt csendőr         | Cofa Mária      | Sütő Margit                 | 1959          | 305.    |
| 33. | Szekrény Vince                       | Hilib         | -                             | Gál Ilona       | Szabó Margit                | 1971          | 336.    |
| 34. | Biró Jóska                           | Barátos       | -                             | Benke Katalin   | Csia Árpád                  | 1972          | 338.    |
| 35. | Árok Balázs                          | Hilib         | -                             | Gál Imre        | Szabó Margit                | 1971          | 344.    |
| 36. | Sütő Dénes                           | Zabola        | -                             | Kósa Teréz      | Sütő Margit, Bende Erzsébet | 1971          | 347.    |
| 37. | Sütő Dénes                           | Zabola        | -                             | Nagy Teréz      | Sütő Margit, Szász Edit     | 1971          | 348.    |
| 38. | Veress Dénes                         | Cófalva       | -                             | Albert Rozália  | Csia Árpád                  | 1972          | 358.    |
| 39. | Gáspár Károly                        | Zágon         | -                             | Olosz Mihályné  | Kozma Lídia                 | 1969          | 362.    |
| 40. | Biró Jani                            | Zágon         | -                             | Olosz Mihályné  | Kozma Lídia                 | 1969          | 377.    |
| 41. | Katona Ida                           | Cófalva       | Az egymásért haló szerelmesek | Kató Mária      | Tamás Sándor                | 1969          | 415.    |
| 42. | Kollektor Ida                        | Cófalva       | Az egymásért haló szerelmesek | Deák Klára      | Bogdán Anikó                | 1968          | 422.    |
| 43. | Katona Mihály                        | Cófalva       | Az egymásért haló szerelmesek | Albert Rozália  | Csia Árpád                  | 1972          | 423.    |

## Nevezetességei

### Híres személyek
- Kovásznán született Brósz Irma képzőművész
- Zágonban született Csutak Vilmos, a Székely Nemzeti Múzeum múzeumigazgatója
- Kovásznán született Fábián Ernő filozófus, közíró
- Kovásznán született Gazda József író-művelődésszervező
- Csomakőrösön született Havadtőy Sándor lelkész, író
- Zágonban gyermekeskedett Kiss Manyi Kossuth- és Jászai Mari-díjas színésznő
- Orbaiszék leghíresebb szülöttje, Kőrösi Csoma Sándor, 1784-ben látta meg a napvilágot Kőrösön
- Zágonban született Mikes Kelemen
- Zabolán született Mikó Imre, Magyarország és Erdély kiemelkedő 19. századi államférfija, Erdély főkormányzója, közmunka- és közlekedésügyi miniszter
- Kovásznán született Olosz Ella képzőművész
- Papolcon született Sóváry János szobrász
- Zágonban született Szabó Katalin többszörös olimpiai bajnok tornász
- Kovásznán született Tompa László előadóművész, színész

### Történelmi családok
- zágoni Aranka család
- nagyborosnyói Bartha család[12]
- zágoni Bodola család
- zágoni és kőrösi Csoma család
- zabolai gróf Mikes család
- pávai Vajna család[13]

### Látnivalók
- gelencei Szent Imre-templom
- zabolai Csángó Néprajzi Múzeum
- zabolai Mikes-kastély
- kovásznai Kádár László képtár[14]
- Kovásznai Városi Művelődési Ház[15]
- kovásznai Pokolsár iszapvulkán
- csomakőrösi Kőrösi Csoma Sándor emlékház[16]
- pákéi Nagy-kúria[17]
- zágoni Mikes-Szentkereszty-kastély[18]
- barátosi református templom[19]kazettás mennyezete[20]

### Nevezetes események
- Imecsfalván alapította meg Csereyné Zathureczky Emília a Székely Nemzeti Múzeumot[1]
- az 1941-1943 között működő székelyföldi ösztöndíj művészei több alkalommal tettek tanulmányutat Kommandón, Vajnafalván, Papolcon és Zágonban[21]